# Dysphania mandonii
Dysphania mandonii är en amarantväxtart som först beskrevs av Sereno Watson och som fick sitt nu gällande namn av Sergej Mosyakin och Steven Earl Clemants. 
Dysphania mandonii ingår i släktet doftmållor och familjen amarantväxter. Inga underarter finns listade i Catalogue of Life.